# Seznam dílů seriálu Hercule Poirot
Toto je seznam dílů seriálu Hercule Poirot. Britský kriminální televizní seriál Hercule Poirot vysílala stanice ITV od 8. ledna 1989 do 13. listopadu 2013.
Všechny díly první až páté řady mají 50 minutovou stopáž, kromě těch, které jsou označeny hvězdičkou (*). V tomto případě se jedná o celovečerní díly s dlouhou stopáží. Od šesté řady mají všechny díly dlouhou stopáž.

## Přehled řad
| Řada | Díly | Premiéra ve VB | Premiéra ve VB  | Premiéra v ČR  | Premiéra v ČR     |
| Řada | Díly | První díl      | Poslední díl    | První díl      | Poslední díl      |
| ---- | ---- | -------------- | --------------- | -------------- | ----------------- |
| 1    | 10   | 8. ledna 1989  | 19. března 1989 | 4. června 1995 | 17. července 2008 |

| Sezóna | Sezóna | Díly | Původně vysílané (ENG) | Původně vysílané (ENG) | Původně vysílané (CZ) | Původně vysílané (CZ) |
| Sezóna | Sezóna | Díly | Premiéra série         | Finále série           | Premiéra série        | Finále série          |
| ------ | ------ | ---- | ---------------------- | ---------------------- | --------------------- | --------------------- |
|        | 2      | 10   | 07.01.1990             | 16.08.1990             | 08.07.2008            | 20.08.2008            |
|        | 3      | 12   | 06.01.1991             | 10.03.1991             | 22.07.2008            | 15.07.2008            |
|        | 4      | 3    | 05.01.1992             | 19.01.1992             | 27.09.2007            | 11.10.2007            |
|        | 5      | 8    | 17.01.1993             | 07.03.1993             | 16.07.2008            | 29.07.2008            |
|        | 6      | 4    | 01.01.1995             | 16.03.1997             | 18.10.2007            | 08.11.2007            |
|        | 7      | 2    | 02.01.2000             | 19.02.2000             | 15.11.2007            | 22.11.2007            |
|        | 8      | 2    | 20.04.2001             | 08.01.2001             | 13.12.2007            | 06.12.2007            |
|        | 9      | 4    | 14.12.2003             | 26.04.2004             | 20.12.2007            | 10.01.2008            |
|        | 10     | 4    | 01.01.2006             | 02.04.2006             | 28.01.2007            | 21.01.2007            |
|        | 11     | 4    | 01.01.2007             | 22.09.2008             | 08.01.2009            | 29.01.2009            |
|        | 12     | 4    | 03.01.2010             | 30.12.2010             | 16.12.2010            | 30.12.2010            |
|        | 13     | 5    | 09.06.2013             | 13.11.2013             | 24.05.2014            | 21.06.2014            |

## Seznam dílů

### První řada (1989)
| Č. v seriálu | Č. v řadě | Původní název                     | Český název                       | Režie              | Premiéra ve VB | Premiéra v ČR    |
| ------------ | --------- | --------------------------------- | --------------------------------- | ------------------ | -------------- | ---------------- |
| 1            | 1         | The Adventure of the Clapham Cook | Dobrodružství claphamské kuchařky | Jeffrey Nachmanoff | 8. ledna 1989  | 4. června 1995   |
| 2            | 2         | Murder in the Mews                | Vražda v Mews                     | Edward Bennett     | 8. ledna 1989  | 25. června 2008  |
| 3            | 3         | The Adventure of Johnnie Waverly  | Únos Johnnieho Waverlyho          | Renny Rye          | 8. ledna 1989  | 26. června 2008  |
| 4            | 4         | Four and Twenty Blackbirds        | Dvacet čtyři černých kosů         | Renny Rye          | 8. ledna 1989  | 27. června 2008  |
| 5            | 5         | The Third Floor Flat              | Byt v třetím patře                | Edward Bennett     | 8. ledna 1989  | 30. června 2008  |
| 6            | 6         | Triangle at Rhodes                | Rhodský trojúhelník               | Renny Rye          | 8. ledna 1989  | 1. července 2008 |
| 7            | 7         | Problem at Sea                    | Dobrodružství na moři             | Renny Rye          | 8. ledna 1989  | 2. července 2008 |
| 8            | 8         | The Incredible Theft              | Podivná loupež                    | Edward Bennett     | 8. ledna 1989  | 3. července 2008 |
| 9            | 9         | The King of Clubs                 | Křížový král                      | Renny Rye          | 8. ledna 1989  | 4. července 2008 |
| 10           | 10        | The Dream                         | Sen                               | Edward Bennett     | 8. ledna 1989  | 7. července 2008 |

### Sezóna 2
| №  | # | Název (ENG)                       | Režie          | Vysílání (ENG) | Název (CZ)                      | Vysílání (CZ) |
| -- | - | --------------------------------- | -------------- | -------------- | ------------------------------- | ------------- |
| 11 | 1 | Peril at End House*               | Renny Rye      | 07.01.1990     | Smrt na mysu                    | 08.07.2008    |
| 12 | 2 | The Veiled Lady                   | Edward Bennett | 14.01.1990     | Dáma se závojem                 | 10.07.2008    |
| 13 | 3 | The Lost Mine                     | Edward Bennett | 21.01.1990     | Ztracený důl                    | 11.07.2008    |
| 14 | 4 | The Cornish Mystery               | Edward Bennett | 28.01.1990     | Cornwallská záhada              | 14.07.2008    |
| 15 | 5 | The Disappearance of Mr Davenheim | Andrew Grieve  | 04.02.1990     | Tajemné zmizení pana Davenheima | 15.07.2008    |
| 16 | 6 | Double Sin                        | Richard Spence | 11.02.1990     | Dvojnásobný zločin              | 16.08.2008    |
| 17 | 7 | The Adventure of the Cheap Flat   | Richard Spence | 18.02.1990     | Tajemství levného bytu          | 17.07.2008    |
| 18 | 8 | The Kidnapped Prime Minister      | Andrew Grieve  | 25.02.1990     | Únos ministerského předsedy     | 30.08.2008    |
| 19 | 9 | The Adventure of the Western Star | Richard Spence | 04.03.1990     | Záhada Západní hvězdy           | 31.07.2008    |

### Sezóna 3
| №  | #  | Název (ENG)                      | Režie             | Vysílání (ENG) | Název (CZ)                | Vysílání (CZ) |
| -- | -- | -------------------------------- | ----------------- | -------------- | ------------------------- | ------------- |
| 20 | 1  | The Mysterious Affair at Styles* | Ross Devenish     | 16.09.1990     | Záhada na zámku Styles    | 20.09.2007    |
| 21 | 2  | How Does Your Garden Grow?       | Brian Farnham     | 06.01.1991     | A co tvoje zahrádka?      | 22.07.2008    |
| 22 | 3  | The Million Dollar Bond Robbery  | Andrew Grieve     | 13.01.1991     | Milionová loupež          | 23.07.2008    |
| 23 | 4  | The Plymouth Express             | Andrew Piddington | 20.01.1991     | Plymouthský expres        | 28.06.2008    |
| 24 | 5  | Wasps' Nest                      | Brian Farnham     | 27.01.1991     | Vosí hnízdo               | 25.07.2008    |
| 25 | 6  | The Tragedy at Marsdon Manor     | Renny Rye         | 03.02.1991     | Tragédie v Marsdonu       | 28.07.2008    |
| 26 | 7  | The Double Clue                  | Andrew Piddington | 10.02.1991     | Dvojitá stopa             | 29.07.2008    |
| 27 | 8  | The Mystery of the Spanish Chest | Andrew Grieve     | 17.02.1991     | Záhada španělské truhly   | 30.07.2008    |
| 28 | 9  | The Theft of the Royal Ruby      | Andrew Grieve     | 24.02.1991     | Krádež královského rubínu | 31.07.2008    |
| 29 | 10 | The Affair at the Victory Ball   | Renny Rye         | 03.03.1991     | Vražda na maškarním plese | 24.07.2008    |
| 30 | 11 | The Mystery of Hunter's Lodge    | Renny Rye         | 10.03.1991     | Záhada lovecké chaty      | 15.07.2008    |

### Sezóna 4
| №  | # | Název (ENG)               | Režie             | Vysílání (ENG) | Název (CZ)                 | Vysílání (CZ) |
| -- | - | ------------------------- | ----------------- | -------------- | -------------------------- | ------------- |
| 31 | 1 | The ABC Murders*          | Andrew Grieve     | 05.01.1992     | Vraždy podle abecedy       | 27.09.2007    |
| 32 | 2 | Death in the Clouds*      | Stephen Whittaker | 12.01.1992     | Smrt v oblacích            | 04.10.2007    |
| 33 | 3 | One, Two, Buckle My Shoe* | Ross Devenish     | 19.01.1992     | Nástrahy zubařského křesla | 11.10.2007    |

### Sezóna 5
| №  | # | Název (ENG)                             | Režie                | Vysílání (ENG) | Název (CZ)                                 | Vysílání (CZ) |
| -- | - | --------------------------------------- | -------------------- | -------------- | ------------------------------------------ | ------------- |
| 34 | 1 | The Adventure of the Egyptian Tomb      | Peter Barber Fleming | 17.01.1993     | Záhada egyptské hrobky                     | 16.07.2008    |
| 35 | 2 | The Underdog                            | John Bruce           | 24.01.1993     | Outsider                                   | 17.07.2008    |
| 36 | 3 | Yellow Iris                             | Peter Barber Fleming | 31.01.1993     | Žlutý iris                                 | 18.07.2008    |
| 37 | 4 | The Case of the Missing Will            | John Bruce           | 07.02.1993     | Případ ztracené závěti                     | 22.07.2008    |
| 38 | 5 | The Adventure of the Italian Nobleman   | Brian Farnham        | 14.02.1993     | Dobrodružství italského šlechtice          | 23.07.2008    |
| 39 | 6 | The Chocolate Box                       | Ken Grieve           | 21.02.1993     | Bonboniéra                                 | 24.07.2008    |
| 40 | 7 | Dead Man's Mirror                       | Brian Farnham        | 28.02.1993     | Zrcadlo mrtvého muže                       | 25.07.2008    |
| 41 | 8 | Jewel Robbery at the Grand Metropolitan | Ken Grieve           | 07.03.1993     | Krádež klenotů v hotelu Grand Metropolitan | 29.07.2008    |

### Sezóna 6
| №  | # | Název (ENG)                | Režie          | Vysílání (ENG) | Název (CZ)                | Vysílání (CZ) |
| -- | - | -------------------------- | -------------- | -------------- | ------------------------- | ------------- |
| 42 | 1 | Hercule Poirot's Christmas | Edward Bennett | 01.01.1995     | Vánoce Hercula Poirota    | 18.10.2007    |
| 43 | 2 | Hickory Dickory Dock       | Andrew Grieve  | 12.02.1995     | Případ v ulici Hickory    | 25.10.2007    |
| 44 | 3 | Murder on the Links        | Andrew Grieve  | 11.02.1996     | Vražda na golfovém hřišti | 01.11.2007    |
| 45 | 4 | Dumb Witness               | Edward Bennett | 16.03.1996     | Němý svědek               | 08.11.2007    |

### Sezóna 7
| №  | # | Název (ENG)                 | Režie         | Vysílání (ENG) | Název (CZ)             | Vysílání (CZ) |
| -- | - | --------------------------- | ------------- | -------------- | ---------------------- | ------------- |
| 46 | 1 | The Murder of Roger Ackroyd | Andrew Grieve | 02.01.2000     | Vražda Rogera Ackroyda | 15.11.2007    |
| 47 | 2 | Lord Edgware Dies           | Brian Farnham | 19.02.2000     | Smrt lorda Edgwara     | 22.11.2007    |

### Sezóna 8
| №  | # | Název (ENG)           | Režie         | Vysílání (ENG) | Název (CZ)           | Vysílání (CZ) |
| -- | - | --------------------- | ------------- | -------------- | -------------------- | ------------- |
| 48 | 1 | Evil Under the Sun    | Brian Farnham | 20.04.2001     | Zlo pod sluncem      | 13.12.2007    |
| 49 | 2 | Murder in Mesopotamia | Tom Clegg     | 02.06.2002     | Vražda v Mezopotámii | 06.12.2007    |

### Sezóna 9
| №  | # | Název (ENG)       | Režie         | Vysílání (ENG) | Název (CZ)          | Vysílání (CZ) |
| -- | - | ----------------- | ------------- | -------------- | ------------------- | ------------- |
| 50 | 1 | Five Little Pigs  | Paul Unwin    | 14.12.2003     | Pět malých prasátek | 20.12.2007    |
| 51 | 2 | Sad Cypress       | David Moore   | 26.12.2003     | Temný cypřiš        | 27.12.2007    |
| 52 | 3 | Death on the Nile | Andy Wilson   | 12.04.2004     | Smrt na Nilu        | 03.01.2008    |
| 53 | 4 | The Hollow        | Simon Langton | 26.04.2004     | Poslední víkend     | 10.01.2008    |

### Sezóna 10
| №  | # | Název (ENG)                   | Režie            | Vysílání (ENG) | Název (CZ)             | Vysílání (CZ) |
| -- | - | ----------------------------- | ---------------- | -------------- | ---------------------- | ------------- |
| 54 | 1 | The Mystery of the Blue Train | Hettie Macdonald | 01.01.2006     | Záhada Modrého expresu | 28.01.2007    |
| 55 | 2 | Cards on the Table            | Sarah Harding    | 19.03.2006     | Karty na stole         | 14.01.2007    |
| 56 | 3 | After the Funeral             | Maurice Phillips | 26.03.2006     | Rodinné sídlo          | 07.01.2007    |
| 57 | 4 | Taken at the Flood            | Andy Wilson      | 02.04.2006     | Čas přílivu            | 21.01.2007    |

### Sezóna 11
| №  | # | Název (ENG)            | Režie         | Vysílání (ENG) | Název (CZ)              | Vysílání (CZ) |
| -- | - | ---------------------- | ------------- | -------------- | ----------------------- | ------------- |
| 58 | 1 | Mrs McGinty's Dead     | Ashley Pearce | 14.09.2008     | Smrt staré posluhovačky | 08.01.2009    |
| 59 | 2 | Cat Among the Pigeons  | James Kent    | 21.09.2008     | Kočka mezi holuby       | 15.01.2009    |
| 60 | 3 | Third Girl             | Dan Reed      | 28.09.2008     | Třetí dívka             | 22.01.2009    |
| 61 | 4 | Appointment with Death | Ashley Pearce | 25.12.2009     | Schůzka se smrtí        | 29.01.2009    |

### Sezóna 12
| №  | # | Název (ENG)                  | Režie          | Vysílání (ENG) | Název (CZ)                 | Vysílání (CZ) |
| -- | - | ---------------------------- | -------------- | -------------- | -------------------------- | ------------- |
| 62 | 1 | Three Act Tragedy            | Ashley Pearce  | 03.01.2010     | Tragédie o třech jednáních | 16.12.2010    |
| 63 | 2 | Hallowe'en Party             | Charles Palmer | 27.10.2010     | Viděla jsem vraždu         | 21.12.2010    |
| 64 | 3 | Murder on the Orient Express | Philip Martin  | 25.12.2010     | Vražda v Orient expresu    | 28.12.2010    |
| 65 | 4 | The Clocks                   | Charles Palmer | 26.12.2011     | Hodiny                     | 30.12.2010    |

### Sezóna 13
| №  | # | Název (ENG)            | Režie            | Vysílání (ENG) | Název (CZ)                            | Vysílání (CZ) |
| -- | - | ---------------------- | ---------------- | -------------- | ------------------------------------- | ------------- |
| 66 | 1 | Elephants Can Remember | John Strickland  | 09.06.2013     | Sloni mají paměť                      | 24.05.2014    |
| 67 | 2 | The Big Four           | Peter Lydon      | 23.10.2013     | Velká čtyřka                          | 31.05.2014    |
| 68 | 3 | Dead Man's Folly       | Tom Vaughan      | 30.10.2013     | Hra na vraždu                         | 07.06.2014    |
| 69 | 4 | The Labours of Hercule | Andy Wilson      | 06.11.2013     | Herkulovské úkoly pro Hercula Poirota | 14.06.2014    |
| 70 | 5 | Curtain                | Hettie Macdonald | 13.11.2013     | Opona: Poirotův poslední případ       | 21.06.2014    |